# Донецька Шевченкіана

«Донецька Шевченкіана у датах та подіях: 1851—2014» — довідкове видання, в якому вперше в хронологічному порядку зафіксовано події, публікації, видання, присвяти та ін., які пов'язують ім'я Т. Г. Шевченка з Донбасом. Укладач — Тамара Пішванова, історикиня за фахом, членкиня Національних спілок журналістів та краєзнавців України. З 2021 р. — членкиня НТШ.
Опрацьована джерельна база включає доступні донецькі регіональні банки даних за ХІХ, ХХ і ХХІ ст., зокрема: фонди Донецького обласного й міського архіву, Донецької обласної універсальної наукової бібліотеки, Донецького національного університету, Донецького обласного художнього музею, Донецького національного академічного українського музично-драматичного театру, Донецького національного академічного російського театру опери та балету ім. А. Б. Солов'яненка, Донецького обласного педагогічного інституту післядипломної освіти. Опрацьовано регіональні газети, збірки наукових статей, монографії і посібники з літературного краєзнавства.
Робота над «Донецькою Шевченкіаною» тривала понад 5 років, а основна бібліографія включає понад 400 позицій, — це найбільш повний перелік джерел з шевченківської тематики в регіоні Донбасу, — що свідчить про ґрунтовність видання. Особливу увагу Т. Пішванова приділила працям місцевих письменників та краєзнавців, що досліджували тему «Т. Г. Шевченко і Донбас» — Анатолія Шевченка з Горлівки, Василя Терещенка та Вадима Оліфіренка (Донецьк), працям науковців Донецького університету.

## Цікаво
У період 2014—2019 рр. книга належала до видань, які називають Білий крук — у книжковій справі — рідкісний раритет, малотиражна книга (10 книг, частина з яких вже теж втрачена). У 2019 році перевидана з готового оригінал-макету у Харкові ТОВ «ПЕТ» накладом 1000 примірників. Розповсюдження книги тривало у 2020-2021 рр.